# Divisions
A Divisions (stilizálva: DIVISIONS) a Starset amerikai rockegyüttes harmadik stúdióalbuma, amely 2019. szeptember 13-án jelent meg, a Fearless Records kiadón keresztül. A Loudwire 2019 ötven legjobb rockalbuma közé választotta.

## Háttér és koncepció
Az új album ötletei már 2018 januárjában előkerültek, de Dustin Bates akkor azt mondta, az album érkezése még messze van és előtte kiad egy Starsettől különálló albumot, MNQN néven. 2018 augusztusában megint téma lett az új album, mikor az együttes újra kiadta a Vessels című albumát (Vessels 2.0 néven). Nem sokkal az után, hogy Bates kiadta az MNQN-albumot, 2019 májusában az együttes bejelentette az új album érkezését, annak dátumát. Az album címe augusztus 15-én lett bejelentve, a Manifest kislemez érkezésével együtt (amelyet egy videoklip is kísért). Ezen az albumon szerepel először Luke Holland dobosként (az együttes dobosa, Adam Gilbert általában nem szerepel a stúdiófelvételeken).
Mint a korábbi két album, ennek a háttértörténete is a Bates által kitalált disztópikus jövőben játszódik, ahol a lakosság megszenvedi a technológia negatív használatát. A Manifest videoklipjében láthatjuk először a New West-korszakot, amelyben egy felsőbb vezető rendszer irányítja és befolyásolja az embereket a BMI (Brain Machine Interface) segítségével (ez egy, a lakosok fejébe ültetett technológia). Már ebben a klipben elkezd kialakulni a lázadás gondolata az emberekben. A következő három videóklip az album megjelenéséig jelent meg hetente (augusztus 15-től), a Where the Skies End, a Diving Bell, illetve a Stratosphere videói, szintén a társadalom technológiával való harcát mutatja be.

## Számlista
| 1.    | A BRIEF HISTORY OF THE FUTURE | Dustin Bates Paul Trust            | 1:38 |
| 2.    | MANIFEST                      | Bates Daniel Ticotin Michael Russo | 4:27 |
| 3.    | ECHO                          | Bates Daniel Ticotin Michael Russo | 3:37 |
| 4.    | WHERE THE SKIES END           | Bates Trust                        | 6:34 |
| 5.    | PERFECT MACHINE               | Bates Trust                        | 5:24 |
| 6.    | TELEKINETIC                   | Bates Joe Rickard                  | 5:13 |
| 7.    | STRATOSPHERE                  | Bates Rickard                      | 4:17 |
| 8.    | FAULTLINE                     | Bates Stephen Aiello               | 3:36 |
| 9.    | SOLSTICE                      | Bates Trust                        | 5:42 |
| 10.   | TRIALS                        | Bates Johnny Lee Andrews           | 4:19 |
| 11.   | WAKING UP                     | Bates Aiello                       | 3:50 |
| 12.   | OTHER WORLDS THAN THESE       | Bates Rickard Lucio Rubino         | 4:18 |
| 13.   | DIVING BELL                   | Bates Rickard                      | 5:38 |
| 58:33 |                               |                                    |      |

## Előadók

### STARSET
- Dustin Bates – ének, billentyű, gitár, producer, dalszövegíró, dalszerző
- Brock Richards – szólógitár
- Ron DeChant – basszus, háttérénekes

### Utómunka, zenészek
- Joe Rickard – programozás, segéd-producer (Manifest), hangmérnök, digitális vágás; gitár, dobok (Other Worlds Than These)
- Nick Chiari – segéd-producer (Waking Up)
- Dan Lancaster – keverés
- Rhys May – keverő asszisztens
- Alex Niceford – programozás
- Igor Petrovics Horosev – további programozás
- Niels Nielsen – további programozás
- Paul Decarli – digitális vágás
- Paul Trust – további programozás, közjáték zene
- Randy Torres
- JR Bareis – gitár
- Lucio Rubino – basszus; gitár (Other Worlds Than These)
- Luke Holland – dobok
- David Davidson – vonós hangszerezés, hegedű (mindenhol, kivéve a Stratosphere és az Other Worlds Than These)
- Conni Ellisor – hegedű (mindenhol, kivéve a Stratosphere és az Other Worlds Than These)
- Karen Winkelmann – hegedű (mindenhol, kivéve a Stratosphere és az Other Worlds Than These)
- Janet Darnall – hegedű (mindenhol, kivéve a Stratosphere és az Other Worlds Than These)
- Betsy Lamb – brácsa (mindenhol, kivéve a Stratosphere és az Other Worlds Than These)
- Simona Russo – brácsa (mindenhol, kivéve a Stratosphere és az Other Worlds Than These)
- Carole Rabinowitz – cselló (mindenhol, kivéve a Stratosphere és az Other Worlds Than These)
- Sari Reist – cselló (mindenhol, kivéve a Stratosphere és az Other Worlds Than These)
- Taylor Pollert – vonós felvételek
- Dave Schiffsman – dob hangmérnök
- Mike Plotnikoff – gitár hangmérnök
- Michael Closson III – asszisztens hangmérnök
- Niels Nielsen – mastering
- Tnsn Dvsn – kreatív vezető, album dizájn

## Slágerlisták
| Slágerlista (2019)                    | Legmagasabb pozíció |
| ------------------------------------- | ------------------- |
| Ausztrál Digitális Albumok (ARIA)     | 22                  |
| Skót Albumok (OCC)                    | 78                  |
| US Billboard 200                      | 37                  |
| US Top Hard Rock Albums (Billboard)   | 4                   |
| US Top Alternative Albums (Billboard) | 6                   |
| US Top Rock Albums (Billboard)        | 7                   |